# 尤里·克诺尔
尤里·克诺尔（德語：Juri Knorr，2000年5月9日—），德国男子手球运动员。他曾代表德国国家队参加2020年夏季奥林匹克运动会男子手球比赛，结果队伍获得第六名。